# 勒梅尼勒阿尔德赖
勒梅尼勒阿尔德赖（法語：Le Mesnil-Hardray，法語發音：[lə mɛnil aʁdʁɛ]）是法国厄尔省的一个旧市镇，位于该省中部偏南，属于埃夫勒区。2018年，勒梅尼勒阿尔德赖与邻近的2个市镇合并为新市镇勒瓦勒多雷。

## 地理
勒梅尼勒阿尔德赖（48°56'10"N, 0°59'23"E）面积4.84 平方千米，位于法国诺曼底大区厄尔省，该省份为法国北部内陆省份，北起滨海塞纳省，西接奧恩省和卡爾瓦多斯省，南至厄尔-卢瓦省，东临瓦兹省、瓦兹河谷省和伊夫林省。
与勒梅尼勒阿尔德赖接壤的市镇（或旧市镇、城区）包括：乌什地区孔什、勒弗雷讷、纳热勒-塞梅尼勒、诺让勒塞克、奥尔沃。

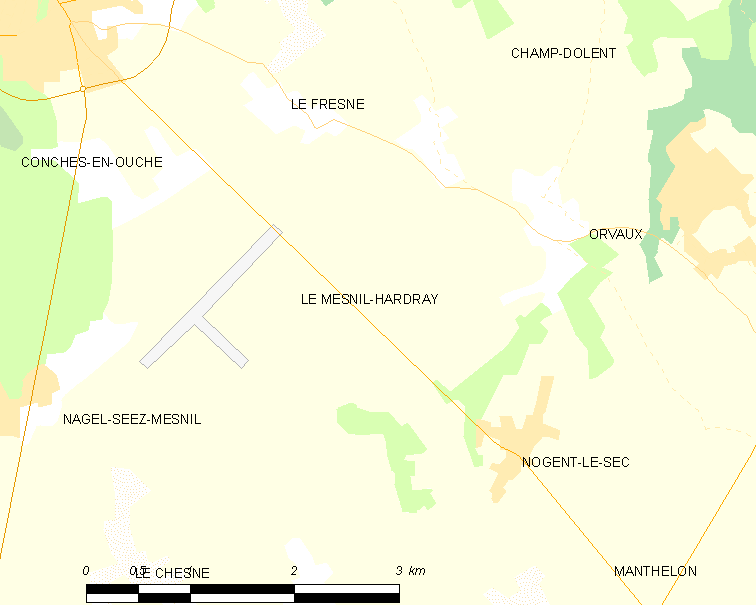
勒梅尼勒阿尔德赖的OSM定位图

勒梅尼勒阿尔德赖的时区为UTC+01:00、UTC+02:00（夏令时）。

## 行政
勒梅尼勒阿尔德赖的邮政编码为27190，INSEE市镇编码为27402。

## 政治
勒梅尼勒阿尔德赖所属的省级选区为乌什地区孔什县。

## 人口

1962-2008年间勒梅尼勒阿尔德赖人口变化图示

勒梅尼勒阿尔德赖于2018年1月1日时的人口数量为70人。